# Solfara Cinié
La solfara Cinié o miniera Cinié  è stata una miniera di zolfo, sita in provincia di Agrigento nelle vicinanze di Alessandria della Rocca in località Cinié, di proprietà nel 1939 del principe di Resuttana.
La solfatara, già attiva nel 1839, risulta oggi abbandonata.